# Spondylus spinosus
Spondylus spinosus is een tweekleppigensoort uit de familie van de Spondylidae. De wetenschappelijke naam van de soort is voor het eerst geldig gepubliceerd in 1793 door Schreibers.